# Uccelli da preda (romanzo)
Uccelli da preda (Birds of Prey) è un romanzo d'avventura di Wilbur Smith del 1997.

## Trama
Sir Francis Courteney nel 1667 è un comandante inglese legittimamente impegnato nella guerra di corsa al largo del Capo di Buona Speranza, contro gli olandesi della Repubblica delle Sette Province Unite, per ordine del re Carlo II d'Inghilterra. Hal (Henry) Courteney ha solo diciassette anni, ma ha imparato tutto sull'arte della navigazione e del comando dal padre Francis, e sul combattimento e l'uso delle armi da Aboli, marinaio nero della tribù dei  Monomotapa liberato dalla schiavitù, da anni al servizio del comandante Sir Francis e tutore del ragazzo. Conquisteranno la nave De Standvastigheid, una nave della Compagnia Olandese delle Indie Orientali carica di tesori dell'Oriente. Qui prenderanno in ostaggio Katinka e suo marito, il governatore di Capo di Buona Speranza, Petrus van de Velde. Li porteranno con loro in attesa che venga pagato il riscatto per la loro vita: si rifugiano nella baia dell'Elefante, una baia naturale sulle coste dell'Africa, sconosciuta ai più, dove Sir Francis nasconde il suo bottino di guerra. Qui riuscirà una prima volta a rispondere all'attacco a tradimento del suo alleato inglese, Lord Angus Cochran conte di Coumbrae, che cercherà di rubargli il tesoro.
Una volta respinti da Sir Francis, la Gull of Moray, la nave di Lord Cumbrae, fa rotta verso Capo di Buona Speranza, enclave olandese in Africa. Qui scoprirà che in effetti la guerra contro i Paesi Bassi è finita e con l'aiuto di Cornelius Schreuder e dei suoi soldati ritornerà alla baia dell'Elefante e insieme riusciranno a catturare Sir Francis e l'equipaggio della Lady Edwina, e a liberare i van de Velde. Una volta portati al Capo verranno processati: Sir Francis non rivela dove ha nascosto il tesoro e verrà torturato da Stadige Jan, ed alla fine verrà giustiziato in modo atroce sotto gli occhi del figlio. Gli altri saranno condannati ai lavori forzati a vita, mentre i neri al servizio di Sir Francis verranno venduti come schiavi. In cella conoscerà Althuda in attesa di giudizio, e insieme ad esso e con l'aiuto di Aboli e Sukeena entrambi al servizio del governatore van de Velde come schiavi, riusciranno a evadere rocambolescamente dalla prigionia. Tutti insieme si addentreranno nella terra selvaggia dell'Africa, la loro unica via di fuga e l'unica speranza: quella di ritornare alla baia dell'Elefante e riconquistare una nave, lì infatti Lord Coumbrae è tornato per scovare il tesoro di Sir Francis.
Hal Courteney ormai è un uomo e, dopo la morte di Sir Francis, tutti lo riconoscono come legittimo capo della spedizione: attraverso una terra ancora inesplorata e piena di insidie riusciranno a tornare alla baia dell'Elefante; qui oltre alla Gull of Moray troveranno un'altra nave, la Golden Bough del comandante Llewellyn conquistata con l'inganno e il tradimento da Lord Coumbrae e dai suoi scagnozzi. Riusciranno nell'impresa di prendere la Golden Bough e partiranno alla volta della guerra che imperversa nel corno d'Africa tra il regno cristiano di Prete Gianni in Etiopia ed il Gran Mogol islamico. 
Qui conoscerà e si innamorerà di Judith Nazet, la generale dell'esercito cristiano di Etiopia, e continuerà la ricerca della Gull of Moray, del comandante Lord Coumbrae e del colonnello Schreuder, i nemici inesorabili che gli hanno portato via le persone che amava di più, e che ora sono entrambi al servizio del Gran Mogol.

## Personaggi
Sir Francis CourteneyPadre di Hal, comandante della Lady Edwina e cavaliere del Sacro Tempio.
Henry "Hal" CourteneySuccessore di Sir Francis Courteney, comandante della Golden Bough.
SukeenSorella di Althuda, schiava per i Van de Velde e compagna di Hal.
AboliMonomopata al servizio di Sir Francis e tutore di Hal.
Cornelius SchreuderColonnello olandese e nemico implacabile di Hal, a capo della sicurezza di Capo di Buona Speranza.
Daniel "Big" FisherNostromo sulla Lady Edwina e poi sulla Golden Bough.
Ned TylerTimoniere sulla Lady Edwina e poi sulla Golden Bough.
Lord Angus CochranConte di Cumbrae e comandante della Gull of Moray.
Sam BowlesMarinaio sulla Lady Edwina, poi sulla Gull of Moray.
Petrus van de VeldeGovernatore del Capo di Buona Speranza per la Compagnia Olandese delle Indie Orientali, marito di Katinka.
Katinka van de VeldeMoglie di Petrus van de Velde.
Stadige JanBoia del Capo di Buona Speranza.
Judith NazetGenerale dell'esercito cristiano d'Etiopia e compagna di Hal.

## Edizioni
- Wilbur Smith, Uccelli da preda, traduzione di Lidia Perria, collana TEA, Longanesi, 1997,  p. 675, ISBN 88-7818-581-7.

- Wilbur Smith, Uccelli da preda, traduzione di Lidia Perria, n. 523, La gaja scienza, Longanesi, 28 febbraio 1997,  p. 684, ISBN 978-88-304-1409-9.

- Wilbur Smith, Uccelli da preda, traduzione di Lidia Perria, Teadue, TEA, 1999,  p. 674, ISBN 9788878185814.

- Wilbur Smith, Uccelli da preda, traduzione di Lidia Perria, Best TEA Big, TEA, 8 ottobre 2015,  p. 674, ISBN 9788850241668.

- Wilbur Smith, Uccelli da preda, traduzione di Lidia Perria, I massimi TEA, TEA, 4 luglio 2019,  p. 673, ISBN 9788850255207.